# فيتينيا (لاعب كرة قدم، مواليد فبراير 2000)
فيتور فيريرا (بالبرتغالية: Vítor Ferreira؛ مواليد 13 فبراير 2000)، المعروف باسم فيتينيا (بالبرتغالية: Vitinha)، لاعب كرة قدم برتغالي يلعب في مركز الوسط في نادي باريس سان جيرمان الفرنسي و‌منتخب البرتغال.

## روابط خارجية
- فيتور فيريرا على موقع الاتحاد الأوربي (الإنجليزية)
- فيتور فيريرا على موقع إي إس بي إن إف سي (الإنجليزية)
- فيتور فيريرا على موقع قاعدة بيانات كرة القدم.إي يو (الإنجليزية)
- فيتور فيريرا على موقع بيانات كرة القدم. دي إي (الألمانية)
- فيتور فيريرا على موقع ليكيب (الفرنسية)
- فيتور فيريرا على موقع ناشيونال فوتبول تيمز (الإنجليزية)
- فيتور فيريرا على موقع Soccerbase.com (لاعب) (الإنجليزية)
- فيتور فيريرا على موقع Soccerway.com (الإنجليزية)
- فيتور فيريرا على موقع عالم كرة القدم.نت (الإنجليزية)
- فيتور فيريرا على موقع كووورة